# Caso del distrito de Abington contra Schempp
El caso del distrito de Abington contra Schempp es el término empleado para designar la histórica decisión de justicia de la Corte Suprema de los Estados Unidos el 27 de febrero de 1963. Esta decisión se aplica a nivel nacional y declaró inconstitucional la práctica de la lectura de la Biblia en las escuelas públicas estadounidenses. La Corte Suprema, en una votación de 8 votos a favor y únicamente uno en contra, le da razón al demandante: Edward Schempp, padre y responsable legal de Ellery Schempp, quien se oponía a que su hijo fuera sometido a la obligación de rezar, de escuchar la lectura de la Biblia y —en ocasiones— de tener que leer la Biblia antes de las clases. 
En este proceso se puso en entredicho la legitimidad de la obligación de rezar y leer la Biblia en las escuelas públicas de Estados Unidos. El rabino e historiador Salomon Grayzel atestiguó como experto ante la Corte afirmando que la lectura del Nuevo Testamento, cuyos textos son en ciertas partes contrarios a la tradición judía, puede dar una imagen desfavorable de los judíos, ya que dichas lecturas se hacían sin ningún comentario ni dando un contexto apropiado de los hechos narrados. El historiador afirmaba que esta práctica podría causar problemas psicológicos para los niños judíos.

## Origen del caso
Edward Schempp, miembro del movimiento unitarismo universalista y habitante del Municipio de Abington en Pensilvania demandó al Distrito de Abington para que se levantara aplicación de una ley del estado de Pensilvania que imponía a su hijo Ellery escuchar y en algunas ocasiones leer la Biblia como parte de la educación pública.
Dicha ley de 1928 exigía que "al menos 10 pasajes de la Biblia sean leídos, sin ningún comentario ni explicación, al inicio de cada día escolar durante todo el periodo escolar." Schempp afirmaba que dicha ley violaba sus derechos de ciudadano y los de su familia al ir en contra de la Constitución de los Estados Unidos.
Esta ley era similar en otros cuatro estados, e incluía también otras prácticas religiosas como rezar oraciones de memoria, escuchar la Biblia, o participar en la lectura de la Biblia. Veinticinco estados tenían leyes que permitían una lectura "opcional" de la Biblia, pero con un recordatorio que explicaba que no existía ninguna ley que permitiera o que prohibiera expresamente esta práctica religiosa. En once de dichos estados la ley aprobaba estas prácticas e incluso participaba en su financiación.
Un caso mediático similar se desarrollaba casi al mismo tiempo en el estado de Maryland. Este buscaba también que se prohibieran las prácticas religiosas obligatorias en las escuelas públicas. Es el caso Murray contra Curlett  que oponía a Madalyn Murray O'Hair, madre del demandante William J. Murray III, contra el sistema educativo de su distrito por obligar a los estudiantes a rezar y a leer la Biblia. En 1963 O'Hair fundó el grupo Ateos de América.

## Los argumentos de la Corte del Distrito de Abington
Durante el primer juicio Edward Schempp y sus hijos describieron las doctrinas religiosas a las cuales eran sometidos. Los estudiantes recibían lecturas literales de la Biblia las cuales "iban en contra de las creencias religiosas de la familia" (177 F. Supp. 398, 400). Los hijos de Schempp afirmaron que estas lecturas de adoctrinamiento se efectuaban en muchas veces durante el día como parte de los ejercicios académicos.
Edward Schempp declaró en el segundo juicio que tuvo la intención de no enviar a sus hijos durante la primera hora de clases para evitar este adoctrinamiento. Sin embargo no lo hizo ya que dichas ausencias hubieran podido perjudicar la relación de sus hijos con los profesores y compañeros de clase.

## El fallo de la Corte
El tribunal de distrito falló a favor de Schempp, invalidando así la legislación estatal de Pensilvania. La escuela del distrito apeló el fallo y mientras la apelación estaba aun en proceso el estado de Pensilvania hizo una enmienda a su ley para permitir a los estudiantes que lo desearan a ausentarse durante estos actos religiosos. Dicha ausencia debía justificarse con una carta firmada por los padres de familia.
Este cambio no satisfizo a Schempp, quien continuó con su demanda en contra de la escuela argumentando que dicho cambio en la ley no alteraba el carácter religioso de adoctrinamiento y por ende anticonstitucional.
A raíz de este cambio en la ley de Pensilvania la Corte Suprema respondió a la apelación de la escuela tal como en el primer juicio: dándole la razón por segunda vez a Schempp. La Corte del Distrito en su segundo juicio juzgó que estas prácticas religiosas y la ley estatal que las validaba iban en contra de la constitución. Además gracias a una investigación, a las declaraciones de otras familias y otros testimonios, la Corte descubrió que eran obligatorias incluso para los estudiantes de bachillerato en el Abington Senior High School.
La escuela del distrito apeló de nuevo a la Corte Suprema, y esta decidió fusionar el juicio con el caso Murray contra Curlett.